# Пуста порода

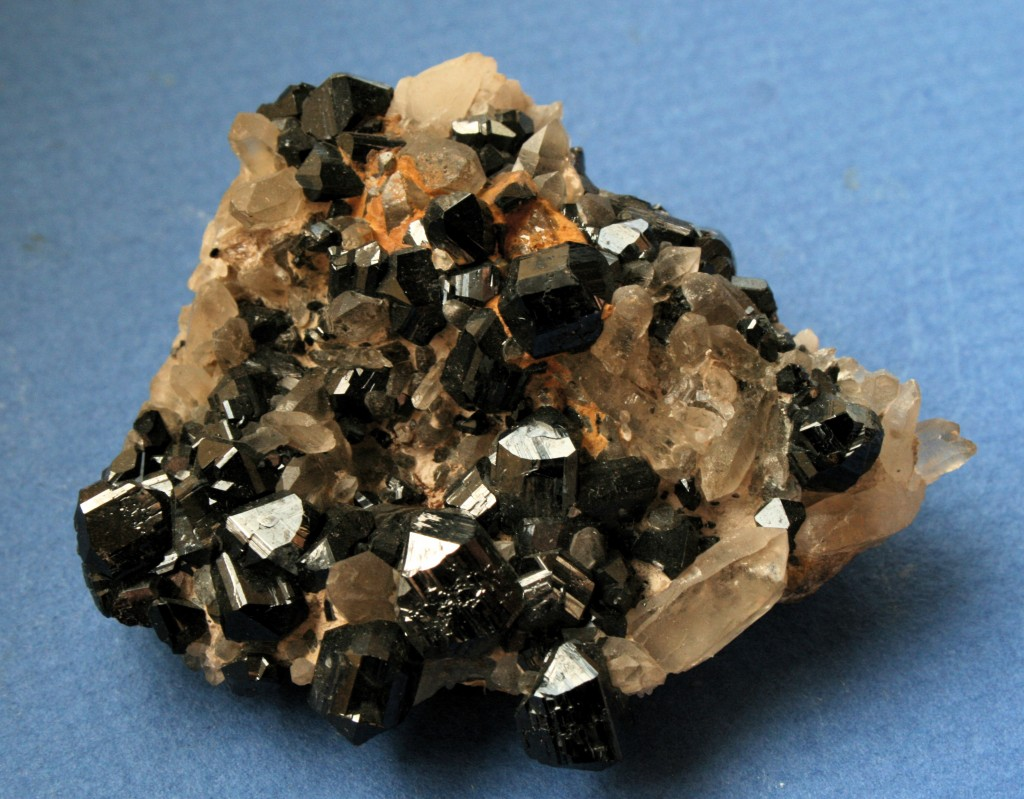
Кристали каситериту, комерційно цінний мінерал, в матриці кварцу, пустої породи.

Пуста́ поро́да, поро́жня поро́да — гірська порода, що залягає поблизу чи в межах рудного тіла (корисної копалини), яка добувається з надр разом із рудою (вугіллям тощо), але не містить корисної копалини в значущих кількостях. Відокремлення порожньої породи від корисного компонента є одним з головних завдань збагачення корисних копалин.